# Lulin (Grodzisk Wielkopolski)
Pour les articles homonymes, voir Lulin.
Lulin (prononciation : [ˈlulin]) est une localité polonaise de la gmina de Grodzisk Wielkopolski dans le powiat de Grodzisk Wielkopolski de la voïvodie de Grande-Pologne dans le centre-ouest de la Pologne.
Elle se situe à environ 3 kilomètres à l'est de Grodzisk Wielkopolski (siège de la gmina et du powiat) et à 39 kilomètres au sud-ouest de Poznań (capitale régionale).

## Histoire
De 1975 à 1998, la localité faisait partie du territoire de la voïvodie de Poznań.

Depuis 1999, Lulin est située dans la voïvodie de Grande-Pologne.
La localité possède une population de 23 habitants en 2006.